# NGC 1304
NGC 1304 (другие обозначения — NGC 1307, MCG -1-9-30, NPM1G -04.0146, PGC 12575) — галактика в созвездии Эридан.
Этот объект занесён в новый общий каталог несколько раз, с обозначениями NGC 1304, NGC 1307.
Этот объект входит в число перечисленных в оригинальной редакции «Нового общего каталога».
Галактика имеет проблемы с идентификацией.